# Gia Tường, Tế Ninh
Gia Tường (tiếng Trung: 嘉祥县, Hán Việt: Gia Tường huyện) là một huyện thuộc địa cấp thị Tế Ninh (济宁市), tỉnh Sơn Đông, Trung Quốc. Huyện này có diện tích 973 km2, dân số năm 2001 là 780.000 người. Huyện Gia Tường quản lý các đơn vị hành chính gồm 5 trấn, 13 hương.